# Colle di Val d’Elsa

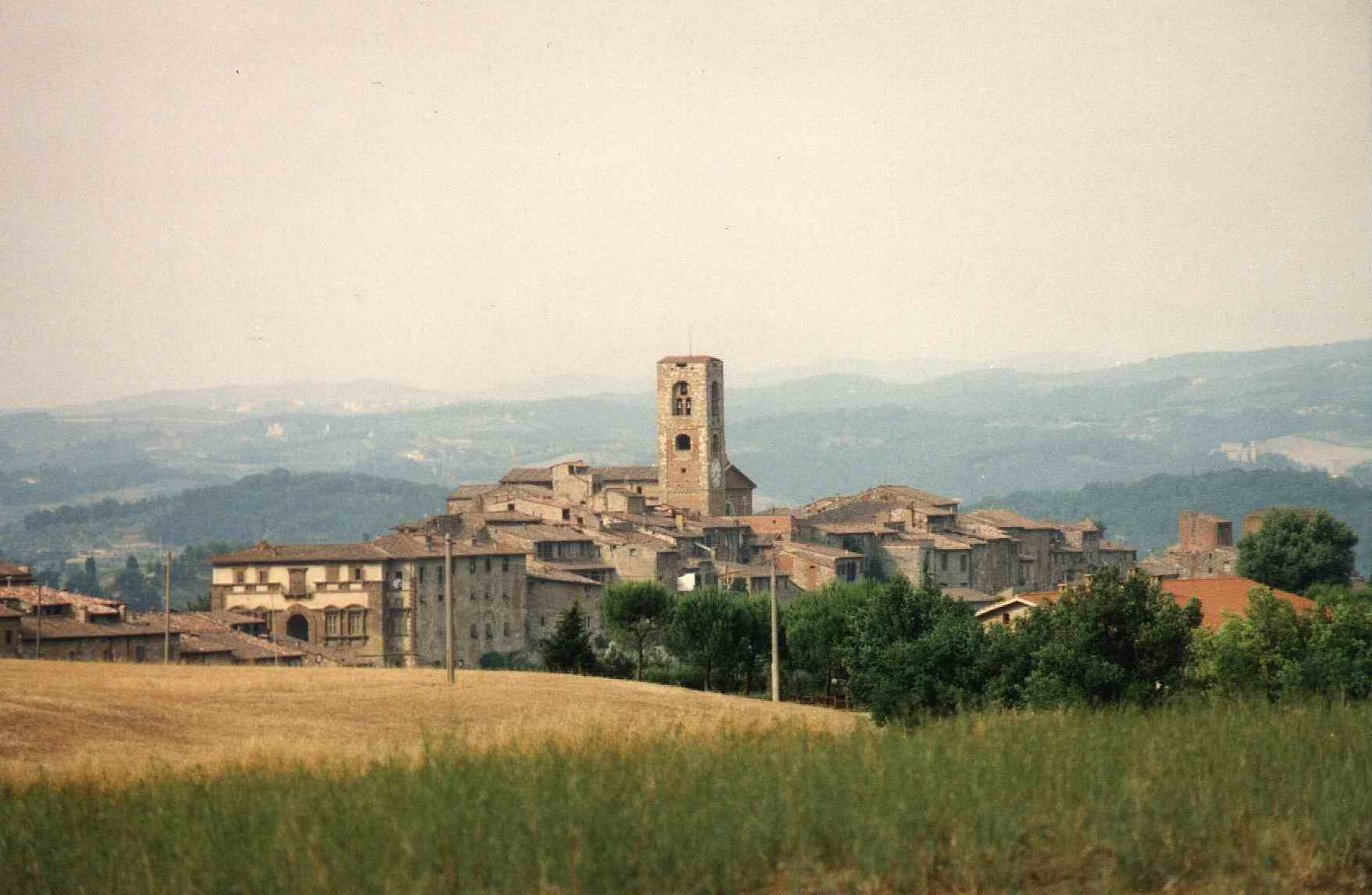
Widok na miasto

Colle di Val d’Elsa – miejscowość i gmina we Włoszech, w regionie Toskania, w prowincji Siena.
Według danych na rok 2004 gminę zamieszkiwały 19 473 osoby, 211,7 os./km².

## Zabytki
- katedra z fasadą przebudowaną w 1603 roku. Wewnątrz marmurowa, bogato rzeźbiona ambona (1465) przypisywana Giulianowi da Maiano
- romański kościół Santa Maria in Canonica z kamienna fasadą i prostą dzwonnicą. Wnętrze kościoła przebudowane w XVII wieku. Wewnątrz tabernakulum ze scenami z życia Matki Boskiej i Dzieciątka Jezus autorstwa Piera Francesca Fiorentina
- manierystyczny pałac Palazzo Campana zbudowany na podstawie projektu Baccia d’Agnola w 1539 roku

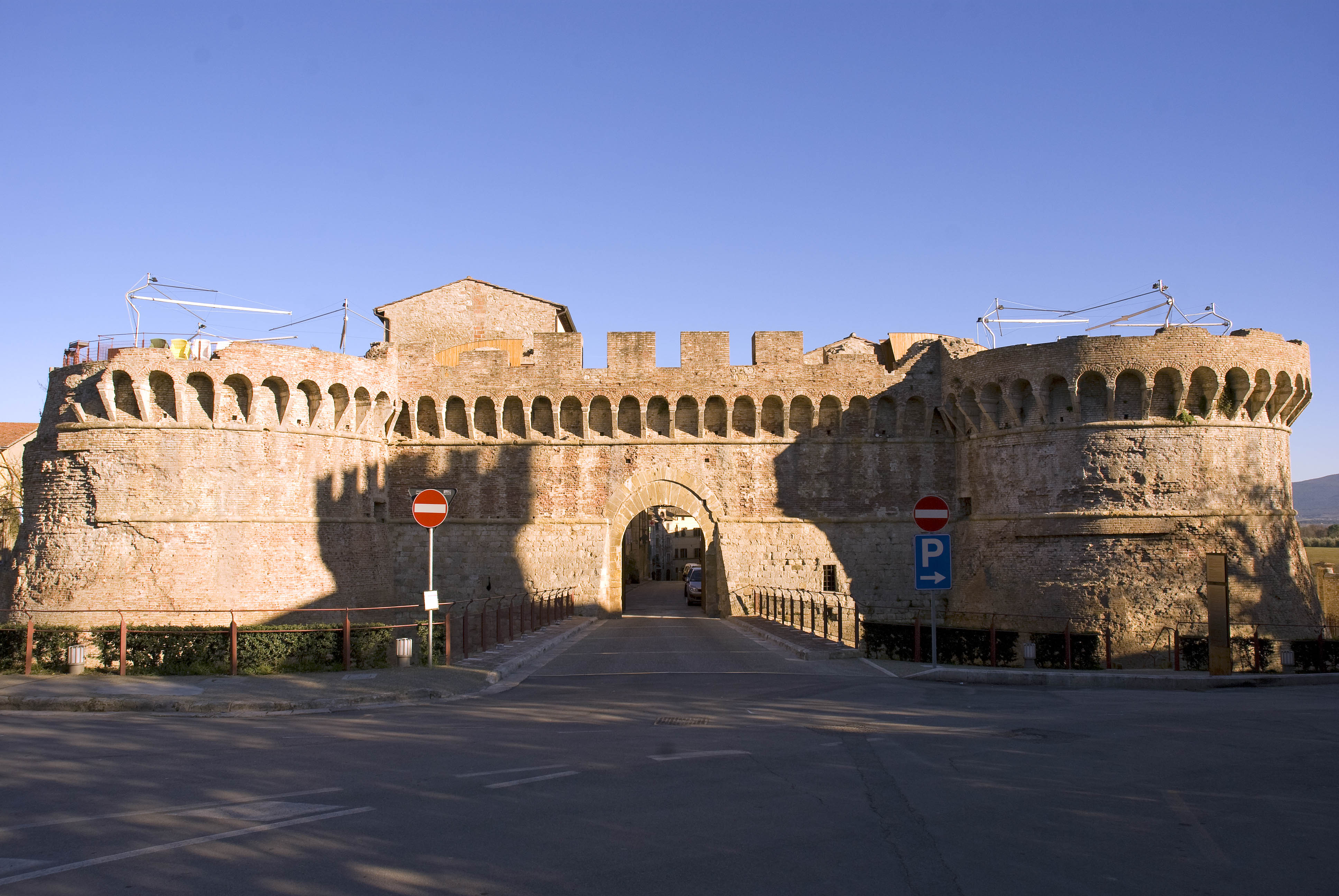
Porta Nova

- renesansowa forteca Porta Nova zbudowana w XV wieku przez Giuliana da Sangalla